# Mustalommol
Mustalommol är en sjö i Finland. Den ligger i kommunen Enontekis i landskapet Lappland, i den norra delen av landet, 900 km norr om huvudstaden Helsingfors. Mustalommol ligger 332 meter över havet. Arean är 8 hektar och strandlinjen är 1,46 kilometer lång. Sjön  ingår i Kemi älvs huvudavrinningsområde. 